# Borgen, Ornö

Borgen är en ö i Ornö socken, Haninge kommun, strax öster om Utö.
Ön är känd för att flera av de bärande scenerna i Sommaren med Monika spelades in här 1952. Ön fungerade tidigare som en viktig plats för säsongsfiske av strömming. Fisket vid Borgen omtalas första gången 1553. 1559 hade kronofiskaren på Varnö ett allmänningsfiske här och 1601–1604 upptas mellan fyra och sex fiskare som vistades här, de flesta från Ornö. Efter att en tid ha legat öde kom Borgen på 1700-talet att läggas under Sundby på Ornö. Rester av bodar finns vid viken på öns norra sidan där öns hamn ligger. I anslutning till fiskeläget finns en labyrint.